# Born Under a Bad Sign (musikalbum)
Born Under a Bad Sign är ett musikalbum av Albert King, utgivet 1967 på skivbolaget Stax Records. Albumet består av elva elektriska blueslåtar, inspelade under 1966 och 1967 tillsammans med Booker T. & the M.G.'s och The Memphis Horns som tidigare utgivits som fristående singlar. Albumet blev inte någon större försäljningssuccé då det gavs ut men var en stor inspirationskälla för många av dåtidens gitarrister, till exempel Eric Clapton, Jimi Hendrix, och senare Stevie Ray Vaughan.
Senare har dess anseende vuxit och det ses nu som ett av de viktigaste elektriska bluesalbum som utgivts. Skivan är invald i Grammy Hall of Fame och finns också med i USA:s kongressbiblioteks "National Recording Registry". Det medtogs även i listan The 500 Greatest Albums of All Time i magasinet Rolling Stone.

## Låtlista
1. "Born Under a Bad Sign"
2. "Crosscut Saw"
3. "Kansas City"
4. "Oh, Pretty Woman"
5. "Down Don't Bother Me"
6. "The Hunter"
7. "I Almost Lost My Mind"
8. "Personal Manager"
9. "Laundromat Blues"
10. "As the Years Go Passing By"
11. "The Very Thought of You"